# Fact, Fiction, and Forecast
Fact, Fiction, and Forecast är en bok av den amerikanske filosofen Nelson Goodman. Boken behandlar induktion och kontrafaktiska villkorssatser. Goodmans Grue-paradox är ganska ofta feltolkad. Paradoxen kallade Goodman för "New Riddle of Induction" och handlar om de fiktiva färgerna Grue och Bleen.